# Cicindela sperata
Cicindela sperata este o specie de insecte coleoptere descrisă de Leconte în anul 1860. Cicindela sperata face parte din genul Cicindela, familia Carabidae.

## Subspecii
Această specie cuprinde următoarele subspecii:
- C. s. inquisitor
- C. s. sperata